# Syzygium euonymifolium
Syzygium euonymifolium är en myrtenväxtart som först beskrevs av Franklin Post Metcalf, och fick sitt nu gällande namn av Elmer Drew Merrill och Lily May Perry. Syzygium euonymifolium ingår i släktet Syzygium och familjen myrtenväxter. Inga underarter finns listade i Catalogue of Life.